# Joseph Custers (politicus)
Jozef Laurens Hubertus Antonius (Jos) Custers (Opoeteren, 23 oktober 1904 - Grimbergen, 15 februari 1982) was een Belgisch politicus en minister voor de CVP.

## Levensloop
Als licentiaat in de Germaanse Filologie en doctor in de rechten aan de Katholieke Universiteit Leuven, werd hij van 1929 tot 1940 en van 1948 tot 1979 advocaat aan het Hof van Beroep in Brussel.
Aan de KU Leuven was hij van 1927 tot 1928 voorzitter van het Vlaamsgezinde studentenverbond KVHV. Ook was hij in 1930 betrokken bij de reorganisatie van het Algemeen Vlaamsch Hoogstudentenverbond en maakte hij deel uit van de raad van bestuur van het Nationaal Vlaamsch Volkstooneel. Als advocaat maakte hij zich bovendien verdienstelijk door zijn werk ten gunste van de vernederlandsing van het gerecht.
Tijdens de Duitse bezetting in de Tweede Wereldoorlog werd Custers in juni 1940 kabinetschef van secretaris-generaal van Wederopbouw Karel Verwilghen. Na het ontslag van Verwilghen was hij van maart 1942 tot september 1944 waarnemend commissaris-generaal van Wederopbouw.
Na de Bevrijding zat hij wegens zijn vermeend lidmaatschap van het VNV van september 1944 tot oktober 1945 in voorlopige hechtenis opgesloten in de gevangenis van Sint-Gillis. In 1947 kreeg hij echter ontslag van rechtsvervolging, waarna hij in ere hersteld werd.
In het kader van de verruimingspolitiek die de CVP voerde werd Custers in 1949 lid van de partij. Voor de CVP zetelde hij van 1949 tot 1971 in de Belgische Senaat: van 1949 tot 1968 als provinciaal senator voor de provincie Limburg en van 1968 tot 1971 als gecoöpteerd senator. Bovendien was hij van 1961 tot 1965 minister van Volksgezondheid en Gezin in de Regering-Lefèvre.
In de Senaat zette zich in voor de Vlaamsgezinden en in 1963 had hij een belangrijke invloed bij de totstandkoming van de taalwetten. Als senator was hij van 1953 tot 1958 tevens secretaris van de commissie die belast was met de verklaring tot herziening van de grondwet. In 1960 en van 1967 tot 1970 was hij dan weer lid van de commissie bevoegd met de Herziening van de Grondwet en de Hervorming van de Instellingen.
Na zijn politieke loopbaan was hij van 1972 tot 1978 lid van het Europees Hof voor de Rechten van de Mens.